# Infierno, canto decimosexto

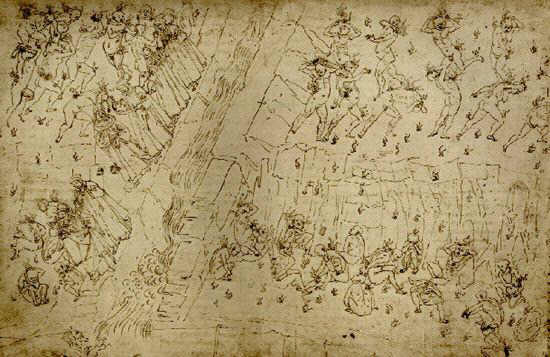
El círculo de los violentos contra la naturaleza, dibujo de Sandro Botticelli.

El canto decimosexto del Infierno de Dante Alighieri se sitúa en el tercer giro del séptimo círculo, donde son castigados los violentos contra Dios, naturaleza y arte. Estamos en el alba del 9 de abril de 1300 (Sábado Santo), o según otros comentadores del 26 de marzo de 1300.

## Análisis del canto

### Los tres florentinos - versos 1-63

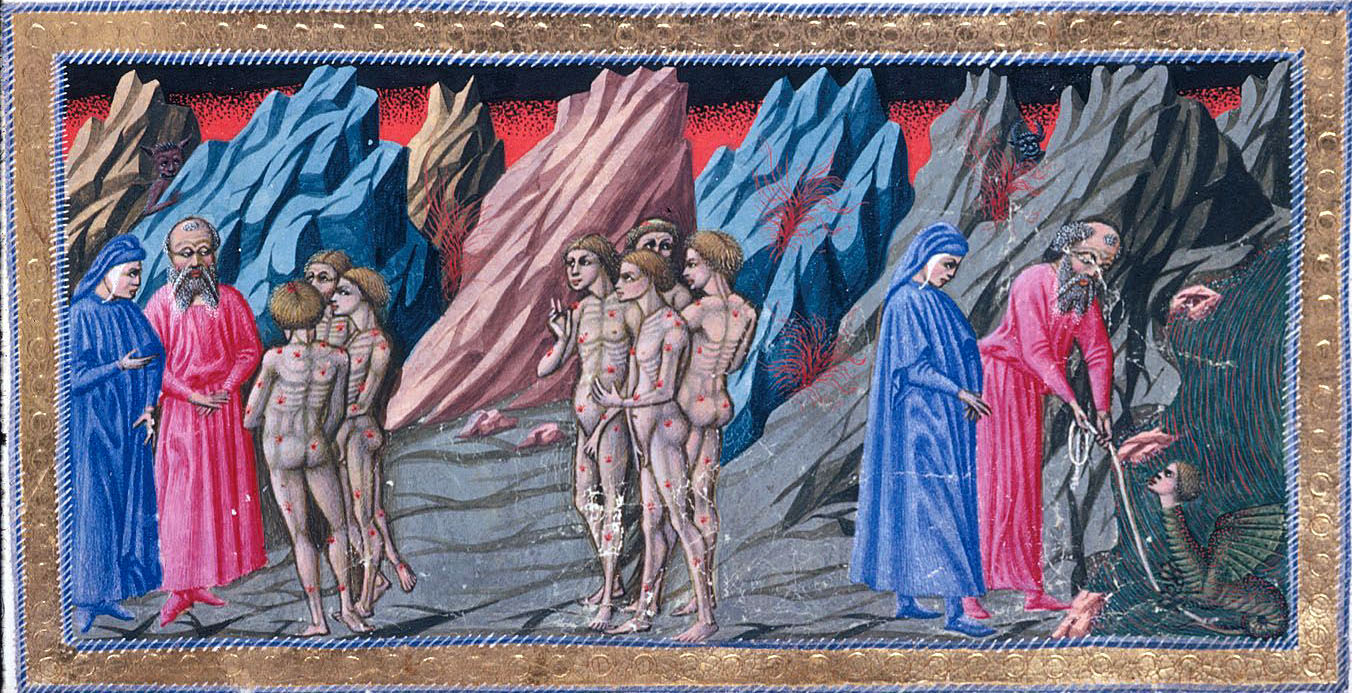
Priamo della Quercia, ilustración del Canto XVI.

El canto inicia con una nota sonora: Dante y Virgilio están caminando sobre el dique del Flegetonte para no pisar la arena tocada por la lluvia de fuego del tercer giro del VII círculo (aquel donde son castigados los violentos contra Dios y naturaleza), y ya inician a escuchar el sonido de la cascada, parecido al zumbido que hacen las abejas en un colmenar.
Entonces de un grupo se alejan tres condenados y van hacia los dos peregrinos, gritando fuerte: Detente tú, que pareces vestido como uno de nuestra depravada ciudad.
Mientras Dante permanece shockeado por las horribles quemaduras de los tres, Virgilio lo prepara al encuentro que está por suceder. Como con Farinata degli Uberti, el poeta latino anuncia que Dante está por encontrar una de esas almas "grandes" de las cuales pidió noticias a Ciacco, a través de una perifrasis: Espera, con estos condenados se debe mostrar cortesía  y si no fuese por la lluvia ardiente diría que sería mejor para ti que corras hacia ellos. (vv. 14-18).
Los tres condenados retoman su "anterior verso" (el llanto o el andar) cuando ven que los dos se detuvieron y cuando están cerca comienzan a girar en círculos, uno detrás del otro porque, como ya explicó Brunetto Latini en el anterior canto, los sodomitas están castigados con una carrera eterna y si ellos se detuvieran por cien años serían dolorosamente clavados al suelo como los blasfemadores (quizás porque detenerse mientras se están pagando los propios pecados es considerado como soberbia contra Dios, justamente como las blasfemias). Dante hace una similitud un poco oscura: como los campeones desnudos y untados, estudiando una presa que sea ventajosa para ellos antes del combate, así hacían los tres girando el cuello en el sentido contrario de los pies: quizás todo aquello para decir que ellos lo fizaban como aquellos "campeones" que en el Medioevo combatían  a sueldo para solucionar contiendas legales (más difícil sería que Dante hubiese tenido una reminiscencia de los gladiadores del mundo antiguo).

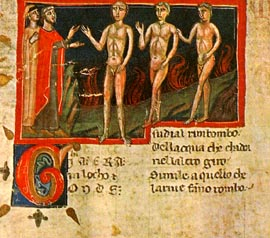
Los tres florentinos, anónimo florentino (1330).

Uno de los tres inicia a hablar, primero diciendo que a pesar del aspecto miserable que tienen ellos fueron hombres de mucha fama en vida. Y esperan que su fama pliegue su alma (la de Dante) y les diga quien es.
Pero antes el alma ofrece tres lapidarias presentaciones de si y de sus compañeros: el hombre, desollado por las llamas y desnudo que lo precede, fue una persona más importante que la que parece ahora, nieto de la buena Gualdrada (personaje citado como ejemplo de virtud en Pd. XV, 112), y famoso conductor de nombre Guido Guerra, sostenedor del partido güelfo, derrotado en la Batalla de Montaperti, promovió la venganza güelfa en la Batalla de Benevento. El que lo sigue es Tegghiaio Aldobrandi, que debería haber sido escuchado en su mundo (él de hecho había desaconsejado a los florentinos de combatir en Montaperti). Y él es jacopo Rusticucci, que fue más dañado por la extravagante esposa que por otro (sobre este epigráfico verso se encapricharon los comentadores contando como de frente a la consorte que se le negaba él entonces se dedicó a las relaciones homosexuales).
Los tres ilustres florentinos, si no fuese por la insinuación en el sexto canto donde son indicados, al menos Iacopo y Tegghiaio, entre aquellos que que bien pusieron el ingenio, serían apenas sombras trazadas superficialmente. Ellos pertenecen todos a una generación precedente a la de Dante y fueron importantes líderes y hombres políticos, por los cuales se presume que su grupo esté formado por gente del mismo estilo, mientras que en el de Brunetto Latini estaban presenten solo clérigos y letrados. Dante, por haber reconocido a estos grandes hombres, escribe que con gusto habría bajado a abrazarlos, pero se fija bien en no hacerlo por la lluvia ardiente.
Inicia entonces a responderlos. Parafraseando, la mísera condición de ellos no da desprecio, sino persistente dolor sobre todo cuando su maestro (Virgilio) lo advirtió del encuentro. También él es florentino y siempre escuchó y repitió con afecto sus nombres y sus honradas obras. El poeta peregrino deja el amargo infierno por los dulces pomas del Paraíso, como le prometió su guía (Virgilio), pero primero deberá bajar hasta el centro de la tierra (es decir, hasta el punto más bajo del Infierno).

### La corrupción de Florencia - vv. 64-90

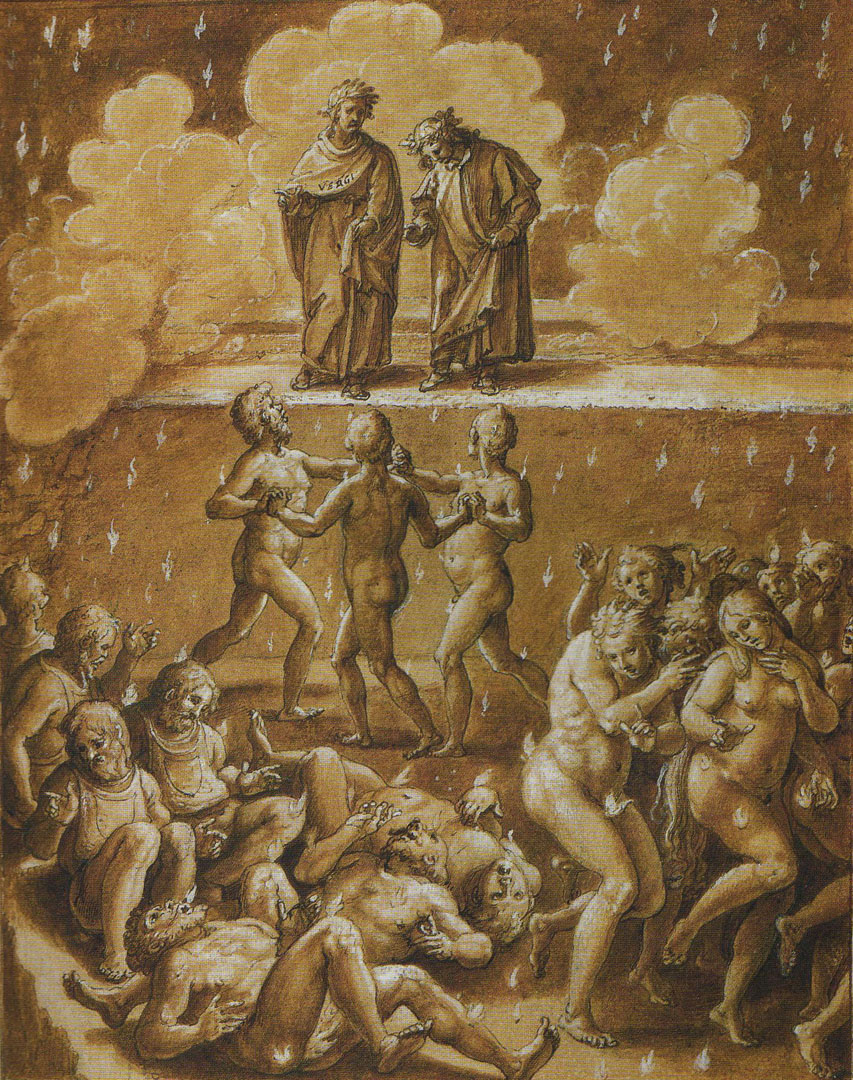
Los tres florentinos, Giovanni Stradano (1587).

Entonces Iacopo pregunta, después de haber invocado la magnanimidad de Dante, si en la ciudad de ellos reinen todavía las virtudes caballerescas como la "cortesía" (entendida como respeto a las normas de las "cortes") y el valor, porque un tal Guglielmo Borsiere, descendido hace poco entre ellos (es decir recién muerto), le narró hechos preocupantes.
Aprovecha entonces Dante para exponer su visión acerca de la Fiorenza contemporánea. El núcleo de los problemas según él están en la "inmigración" (la gente nueva) y en la fácil riqueza que atrae a las personas y las llena de orgullo en modos sin límites. Dante pronunció esta breve oración con gesto y tono profético, y los tres asienten, consternados y entristecidos. Agradecen diciendo que su respuesta fue bienvenida y le recomiendan que cuando él vuelva al reino de los vivos, cuando cuente de su viaje se recuerde de citar sus nombres. Después se escapan con las piernas veloces que ni había tiempo para decir un amén (vv. 89-90).

### La cuerda de Dante - vv. 91-114
Mientras, Dante retoma el camino con Virgilio y el sonido de la cascada, citado al inicio del canto, es tan fuerte que cubre sus voces. La comparación con la cascada Romiti en San Benedetto de los Alpes es prolija y compleja, ocupando cuatro tercetos:

Como aquel río que hace camino

del Monte Viso hacia el levante,

en la siniestra costa del Apenino,

que se llama Acquacheta arriba, que antes

de derramarse allá en el bajo lecho,

y en Forlì de ese nombre quedar vacante,(se llama Montone)

allá atruena sobre San Benedetto

y de los Alpes cae en un solo rugiente salto

en vez de un millar de cascadas quietas;

así, por abajo de un risco quebrado,

hallamos tronando aquella teñida agua,

tanto que en poco tiempo el oído nos hiriera
Inf. XVI 94-105

En este punto Virgilio le pide la cuerda que rodea las caderas de Dante. Se trata de un pasaje con seguridad con valor alegórico, pero del cual nunca se aclaró el significado. Los puntos fijos del pasaje de Dante son que:
1. Virgilio pide la cuerda para llamar a Gerión, símbolo del engaño;
2. Dante dice que había intentado capturar la lonza maculada (símbolo de la lujuria o de engaño en el primer canto) con aquella misma cuerda.

Otros elementos son que Dante se la da envuelta en círculos, que Virgilio la lanza hacia derecha y que lo hace desde lejos de la orilla.
Las interpretaciones alegóricas de la cuerda se pueden conducir a dos teorías principales, cada una sostenida por un nutrido número de estudiosos y comentadores.
La primera, más antigua basada sobre citas de la Biblia ya encontradas en el poema, ve la cuerda como un símbolo de la "intención" fraudulenta, ligada a la seducción amorosa, que toma a Gerión como símbolo de engaño "in atto".
La segunda, ligada a otras citaciones bíblicas además que a pasajes de San Agustín y de Aristóteles, indica la cuerda como símbolo de "Castidad", entendida como cordón que frena al cuerpo los instintos ligados a la sexualidad. Si eso explicara la mención al tentativo de Dante de domar la lujuria (la lonza), se adapta peor a la figura del Engaño. Quizás se puede entender en sentido más amplio como una mente pura pueda ser falseada por ingenuidad que atrae a la malicia fraudulenta. Pero ella en un cierto sentido domestica y vence al engaño, por lo tanto, según un paso de Isaías, podría figurar la Justicia y la Fidelidad.
No está en cambio apoyada la idea sostenida por algunos comentadores un poco superficialmente, que Dante fuese un terciario franciscano o un templario, siendo la presencia de la cuerda el único indicio en tal sentido.

### Subida de Gerión - vv. 115-136

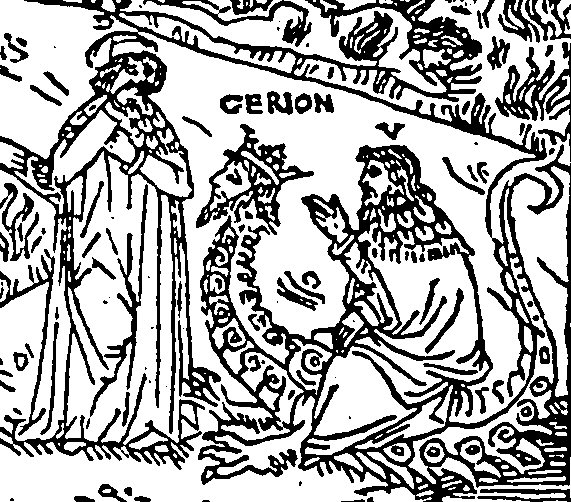
Dante, Virgilio y Gerión. Grabado de 1497.

Dante imagina que algo está por aparecer y reflexiona que los hombres deben ser cautos ante aquellos que penetran con el sentido en el pensamiento de los otros. En términos generales, se hace bien callar cuando no se sabe que está sucediendo. Virgilio sin embargo lee su pensamiento, y le dice que sus sospechas son correctas.
Dante apostrofa al lector para llamarle la atención y prepararlo para un espectáculo extraordinario e irreal, diciendo que no se debe referir un hecho verdadero cuando todo en su apariencia incite a pensar que es falso, pues sin decir mentiras puede uno ser tratado de mentiroso. Pero dice "aquí  callar no puedo" y jura sobre las rimas de su "comedia" (v. 128, aquí es la primera vez en que Dante da un nombre a su obra y uno de los raros pasajes en donde la nombra) dirigiéndose directamente a todos los lectores, que puedan ellas no estar vacías de ninguna gracias, que él vio una figura "maravillosa" (es decir de transmitir estupor y consternación también en una mente que no se turba fácilmente) salir nadando por el aire denso y oscuro (esta es una metáfora), como el marinero que baja para desencallar el ancla que se aferra a un escollo o a otro objeto sobre el fondo marino, que en la parte superior del cuerpo se extiende, retrae a si las piernas y sale en estilo rana.
Esta prodigiosa figura es Gerión, custodio del octavo círculo del Infierno donde son castigados los fraudulentos y él fue símbolo del engaño (en la Eneida, custodio del Averno). Su figura, propagada por cuatro cantos, será descripta en detalle en el próximo canto, mientras el prodigioso vuelo de Dante y Virgilio montados sobre Gerión será tratado en el canto XVIII. En el canto XX se mencionará brevemente en los primeros versos sobre su desaparición.